# Katastrofa kolejowa w Sątopach-Samulewie
Katastrofa kolejowa w Sątopach-Samulewie – katastrofa kolejowa, która miała miejsce 26 stycznia 1954 roku w miejscowości Sątopy-Samulewo. W jej wyniku zginęło 18 osób, a 37 zostało rannych.

## Pociągi biorące udział w zdarzeniu
- pociąg osobowy 0912 relacji Białystok — Olsztyn — Gdynia ciągnięty przez parowóz Pt47-45. W składzie wagon bagażowy, wagon 3 klasy, dwa wagony 2 klasy, dwa wagony klasy 3, „lodówka” oraz pocztowy
- pociąg towarowy 401933 prowadzony przez Ty23-154 relacji Olsztyn — Korsze z ładunkiem 1780 ton węgla w wagonach typu Wddo

## Problemy pociągu towarowego
Pociąg towarowy miał problemy z hamulcami, jechał powoli i szarpał. Przed stacją Górowo nastąpiło rozerwanie składu. Skład został ściągnięty do Górowa, tam ponownie sprzęgnięty i wysłany w dalszą drogę.

## Przebieg zdarzenia
Pociąg towarowy jadący od strony Górowa nie zatrzymał się przed semaforem wjazdowym wskazującym sygnał "stój" następnie przejechał przez stację na szlak zajęty przez pociąg osobowy. Doszło do czołowego zderzenia lokomotyw. Na miejscu zginęło 17 osób, osiemnasta zmarła po przewiezieniu do szpitala. Ze względu na bardzo niską temperaturę oraz późny przyjazd tylko jednej karetki (która zakopała się w zaspach) część rannych umarła z wychłodzenia.

## Przyczyny
Niezatrzymanie się pociągu towarowego spowodowane było awarią hamulców wskutek zamarznięcia wody w przewodzie hamulcowym. Załoga towarowego zignorowała przepisy nie uzupełniając piasku (do posypywania szyn w razie poślizgu), nie odwadniając zbiornika sprężonego powietrza oraz nie przeprowadzając próby hamulca po ponownym sprzęgnięciu rozerwanego składu.

## Lista ofiar katastrofy
1. Krystyna Bielska (lat 9)
2. Stefan Blach (lat 57)
3. Nadzieja Bobryk (lat 24)
4. Władysław Hull (lat 48)
5. Tadeusz Manicki
6. Helena Mantura (lat 18)
7. Aleksander Marcińczuk (lat 63)
8. Maria Mikołajczuk (lat 28)
9. Lidia Narewska (lat 24)
10. Franciszek Obuchowski (lat 20)
11. Bronisław Sochun (lat 55)
12. Joanna Stawińska (lat 50)
13. Gertruda Tamanet (lat 32)
14. Irena Zajczyk (lat 6)
15. Edward Żymajtis
16. Niezidentyfikowana kobieta
17. Niezidentyfikowana kobieta
18. Niezidentyfikowana kobieta